# Giuseppe Tubertini
Pour les articles homonymes, voir Tubertini.
Giuseppe Tubertini, né en 1759 à Budrio et mort le 5 février 1831 à Bologne, est un architecte néo-classique italien actif principalement à Bologne.

## Biographie
Giuseppe Tubertini naît en 1759 d'Angelo Tubertini et de Rosa Soverini, vraisemblablement à Budrio. La famille Tubertini est établie depuis au moins le XVe siècle dans la plaine bolonaise, et occupe un certain statut social, plusieurs membres ayant occupé des fonctions administratives à Budrio. Cependant, le lieu de naissance n'est pas certain, puisque son acte de baptême n'a pas été retrouvé dans les archives des églises San Lorenzo (en) et Santi Gervasio e Protasio (en) à Budrio, ni même à la cathédrale de Bologne. Toutefois, ses sept frères et sœurs cadets sont tous inscrits dans les archives des deux premières églises, ce qui suggère que Giuseppe a probablement eu son baptême dans une autre église dans la région,. 
Le jeune Tubertini fait ses études à l'Accademia Clementina où il a comme maîtres Giuseppe Jarmorini, qui l'affectionne particulièrement, et Francesco Tadolini. Il s'y familiarise avec les nouvelles normes en architecture de l'école de Bologne qui, sous les conseils de Francesco Algarotti redécouvrait les rigueurs du XVIe siècle, au contraire du Baroque raffiné de Carlo Francesco Dotti et d'Alfonso Torreggiani (it). À l'académie, il gagne trois fois le prix Fiori entre 1778 et 1780, et participe aussi au prix Marsili Aldrovandi (it), pour lequel il remporte la seconde place en 1779 et en 1780, ex-æquo avec Cesare Lunardi les deux fois. Il apprend grandement des techniques de Jarmorini et de Tadolini, qui l'enlignent vers un définitif style néo-classique.
Son activité professionnelle commence déjà pendant qu'il est aux études ; En 1779, Tubertini participe à la reconstruction de la Porta di Sotto (en français : « Porte du bas »), à San Giovanni in Persiceto, devenue la Porte Garibaldi en 1830. La reconstruction de la façcade est cependant achevée par le fils de Carlo Francesco Dotti Gian Giacomo en 1781. Il commence son premier véritable ouvrage en 1783, la reconstruction de l'église Sant'Agata de Budrio (it). Les travaux sont achevés en 1789. En 1784, il entreprend un autre projet qui va lui permettre de se faire connaître. Il réalise la reconstruction de l'oratoire Santa Maria dei Guarini pour la confrérie laïque du même nom dont il est membre, puis en fait de même pour l'église San Giobbe, à deux pas de là. Cette dernière est transformée en passage piétonnier en 1903. Il s'attaque ensuite aux annexes extérieures du palais Zani (en) sur la rue bolonaise de San Petronio Vecchi. En 1785, il est tâché par l'Arciconfraternita della Vita (en français : « Archiconfrérie de la Vie ») de terminer la coupole du sanctuaire Santa Maria della Vita (en), immense projet commencé à la fin du XVIIe siècle. Le choix du jeune et inexpérimenté Giuseppe Tubertini semble illogique comparé à l'excellent Francesco Tadolini, qui avait montré son intérêt, ou Angelo Venturoli, qui avait réalisé le maître-autel plusieurs années auparavant et ainsi aussi dessiné des plans de sa version de la coupole, mais est justifié de par ses liens à travers la confrérie des Guarini. La construction de la coupole débute en 1787. En 1786, à la recommendation du cardinal Ignazio Gaetano Boncompagni-Ludovisi et des sénateurs Ludovico Savioli et Cesare Malvasia, Tubertini reçoit la tâche de concevoir le futur théâtre de San Giovanni in Persiceto (it), même si Tadolini et Dotti fils avaient démontré leur intérêt. Finalement, les deux supervisent le travail de Tubertini, et il n'est donc pas su qui a conçu quelle partie du projet. Le théâtre est inauguré partiellement en 1790, mais la finition de la décoration est terminée en 1810 par Francesco Santini sous la supervision de Tubertini. Toujours en 1786, il réalise l'escalier du palais communal de San Giovanni in Persiceto. 
En 1787, il est chargé d'effectuer les projets de redressement de la voûte de la Sala d'Ercole (it) du palais communal de Bologne, puis en 1788 rédige des plans pour un projet de rénovation du palais des Notaires. Son plan le plus simple est finalement choisi et appliqué en 1792, mais toutes traces de son intervention sont effacées par les travaux de restauration d'Alfonso Rubbiani réalisés au début du XXe siècle. Aussi en 1792, il reconstruit la flèche du clocher du monastère de San Michele in Bosco et rénove l'église Sant'Andrea degli Ansaldi, plus tard remplacée par un nouvel édifice. De la fin de l'année jusqu'à l'année suivante, il rénove l'intérieur de l'oratoire San Giovanni Battista dei Fiorentini (it) situé dans l'ancienne église Santa Maria Rotonda dei Galluzzi et depuis désacralisé. Pendant tout ce temps, Tubertini était devenu enseignant à l'Académie et est nommé directeur du département d'architecture en 1794. Il est aussi juge pour le prix Curlandese (it) en 1789, 1792, 1794-1795 et le sera en 1801. Entre 1794 et 1800, il rénove la chapelle principale et les deux chapelles secondaires de San Lorenzo à Budrio, qui avait été complètement reconstruites quelques décennies plus tôt par Torreggiani. En 1798, il rénove l'église Santa Maria e San Danio d'Amola di Piano (it). 
Avec l'occupation napoléonienne de Bologne en 1797, Tubertini a pu commencer à s'occuper de projets civils, puisque beaucoup d'institutions ecclésiastiques ferment, mais il est nommé architecte public en 1803. Il est notamment chargé d'évaluer les biens religieux saisis. Ses projets incluent une manufacture de tabac installée en 1802 dans le couvent des Dominicaines de Santa Maria Nuova, aboli en 1799. Avec Giuseppe Guidicini, il implémente plusieurs projets municipaux, dont un système d'éclairage public ainsi que l'installation de plaques de rue, nommées lapidetti. Il en reste toujours à Bologne, mais elles sont devenues rares. En 1801, il s'occupe de la fermeture des trente-huit fosses funéraires paroissiales en vue de la construction du cimetière monumental de la Chartreuse. Avec Giovan Battista Martinetti, il aménage les allées le long des murs où se dresseront les monuments funéraires à la Chartreuse, ainsi que les allées du nouveau jardin de la Montagnola. En 1805, à l'occasion de la visite de Napoléon à Bologne, Martinetti, Tubertini et Giovanni Bassani conçoivent un arc de triomphe, sculpté et décoré par Felice Giani et Gaetano Bertolani (it), puis placé éphèrement sur la Via Emilia près de la porte San Felice. D'autres projets mineurs incluent la loggia toscane pour la foire aux cocons de soie, placée près de la basilique San Petronio. Entre temps, Tubertini avait été nommé prince de l'Académie en 1800.
Durant la Restauration, l'architecte maintenant âgé reste cependant toujours actif. En 1817, il rédige un plan pour un marché aux poissons sur la place de la Porta Ravegnana (en), près de la tour Asinelli. De 1818 à 1820, il participe à la restaurant du théâtre communal de Bologne, puis effectue des études en 1821 et 1828 concernant la conservation du vieux théâtre Marsigli Rossi, qui finit par être démoli. De 1820 à 1822, il participe à l'érection du sphéristère de Bologne (it). En 1825, il conçoit les plans pour les postes-barrières de la porte Santo Stefano, qui sont finalement réalisés en 1849 par Filippo Antolini (it). Il a aussi contribué à la réalisation de nombreux monuments funéraires du cimetière de la Chartreuse. En 1831, il agrandit l'église della Trinità. Son dernier projet est la construction de la Scuole Pie de Bologne débuté en 1828. Le projet est achevé par Luigi Marchesini (it) après sa mort. Néanmoins, Tubertini est responsable de la conception de l'atrium d'entrée et de la salle de la bibliothèque.
Il meurt le 5 février 1831, mais selon la plaque sur son monument funéraire installé par Marchesini et Filippo Miserocchi, il serait mort le 4 février. Il avait marié Clementina Nobili et résidait au 78, Via Santo Stefano, tout près de l'église della Trinità à laquelle il s'est consacré dans les dernières années de sa vie. Il est enterré au cimetière de la Chartreuse à Bologne,.

## Analyse de l'œuvre

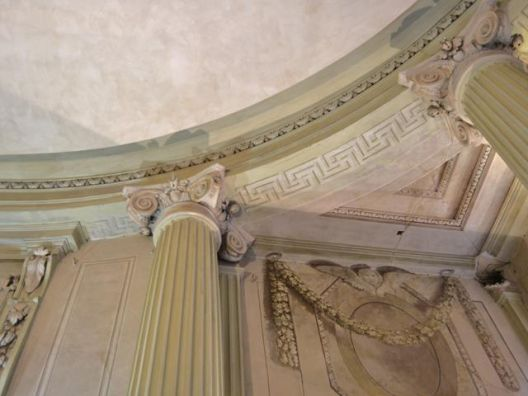
Détail de l'oratoire San Giovanni Battista dei Fiorentini dans l'ancienne église Santa Maria Rotonda.

En général, l'œuvre de Tubertini se caractérise par un classicisme mesuré, encore partiellement imprégné des influences du Baroque tardif qu'il a apprises à l'Académie. Ces caractéristiques ne lui ont pas été favorables à l'époque napoléonienne, où des personnalités comme Martinetti ou Giuseppe Nadi (it), qui maîtrisaient un style plus grandiose certainement plus agréable pour le pouvoir impérial, ont pris le relais. Même sous la Restauration, Tubertini maintient un profil prudent, reproduisant des inventions déjà éprouvées, mais sans perdre la maîtrise du geste compositionnel ni l'élégance mesurée qui caractérisent ses œuvres.
Ses premières œuvres soumises au prix Marsili Aldrovandi étaient déjà très élaborées et témoignaient d'une très bonne maîtrise des proportions du dessin, mais étaient un peu plus rigides du côté de la composition. Son style prend peu à peu forme lors de sa rénovation de Sant'Agata, dont le style classique modéré se montre à travers les colonnes, clairement inspirées de l'église du Rédempteur de Venise. Cependant, la qualité est inférieure dans ses projets de l'oratoire des Guarini et de la coupole de Santa Maria della Vita ; Dans la première, la décoration est d'un style Baroque tardif, probablement une restriction du client, mais dans la seconde, la coupole est dessinée d'une façon totalement dépouillée, un grand contraste par rapport aux plans réalisés au début XVIIIe siècle. 
Toutefois, son style classique ressort sur le projet à trois réalisé pour le théâtre de San Giovanni où l'on peut déscerner une certaine élégance malgré la simplicité du dessin. La conception s'écarte du style bibienesque pour se rapprocher du style classique XVe siècle. Ainsi, au-dessus d'une base perforée de loges s'élève un ordre gigantesque de pilastres ioniques qui règle la disposition des loges de deuxième et troisième ordre ; un grand balcon conclut l'ensemble, tandis que le proscenium est encadré par deux colonnes libres d'ordre corinthien.